# Sphyraena borealis
Sphyraena borealis es un pez de la familia de los esfirénidos en el orden de los perciformes.

## Morfología
Pueden alcanzar los 46 cm de largo total.

## Alimentación
Se alimenta de peces.

## Distribución geográfica
Se encuentran en las costas del Atlántico occidental (desde Canadá y Massachusetts hasta el sur de Florida y el Golfo de México).